# Cronimet
Die Cronimet Holding GmbH (Eigenschreibweise: CRONIMET) ist ein Unternehmen für Metallrecycling und -handel. Das Unternehmen hat seinen Stammsitz in Karlsruhe und bildet gemeinsam mit der Cronimet Mining AG die Cronimet-Gruppe. Das Kerngeschäft besteht aus dem Recycling von Edelstahl sowie dem Handel mit Ferrolegierungen und Primärmetallen.

## Geschichte

### 1980er Jahre
1980 wurde Cronimet von Günter Pilarsky gegründet. Anfangs bestand der damalige Schrotthandel nur aus zwei Betrieben in Karlsruhe und Düsseldorf. Bereits nach zwei Jahren erschloss die Cronimet den niederländischen Markt und eröffnete ihre erste ausländische Tochtergesellschaft, die Cronifer Holland B.V. (heute: Cronimet Holland B.V.). Das Unternehmen begann sich ab den 1980er-Jahren beim Einkauf in Richtung Osteuropa zu orientieren und so betrug 1990 kurz nach der Wende die Einkaufsmenge aus dieser Region bereits 30 Prozent des Gesamtvolumens. Cronimet profitierte nach der Wende stark von Schrottkäufen in Russland und den ehemaligen Sowjetrepubliken.

### 1990er Jahre
In den folgenden Jahren entstanden weitere deutsche und europäische Niederlassungen. 1995 entschloss sich die Cronimet dazu in den afrikanischen Markt einzutreten und akquirierte dort ein britisches Tochterunternehmen. 1996 formte Cronimet gemeinsam mit dem Werk Plant of Pure Iron ein Joint Venture, um Ferro-Molybdän und Molybdän-Metalle zu produzieren. 1991 expandierte Cronimet, indem es verstärkt in den Handel mit Primärmetallen und Sonderlegierungen einstieg. Mit der Gründung der Cronimet Corporation in den Vereinigten Staaten im Jahr 1997 folgte die erste größere Niederlassung im Ausland, die ab 1998 durch mehrere Beteiligungen an US-amerikanischen Gesellschaften ergänzt wurde. Neben dem amerikanischen Gesellschaften eröffnete die Cronimet 1999 zudem eine weitere Gesellschaft in Übersee, die Cronimet Brazil Ltda. in Sao Paulo.

### 2000er Jahre
Das Unternehmen eröffnete parallel zur globalen Expansion auch weitere europäischen Standorte, z. B. in Italien, Polen und der Schweiz. Über die Jahre hinweg erwarb Cronimet kontinuierlich Anteile an der Plant of Pure Iron, sodass das Unternehmen 2004 auf eine Mehrheit in Höhe von 51 % kam. Im Zuge dessen gründete Günter Pilarsky im selben Jahr die Cronimet Mining GmbH. Dieser strategische Schritt ermöglichte eine ergänzende Versorgung der edelstahlerzeugenden Industrie mit Primärrohstoffen. Zusätzlich erwarb Cronimet Mining 2004 eine Mehrheitsbeteiligung an der Zangezur Copper Molybdenum Combine CJSC (ZCMC) und unterstützt so die Primärrohstoffversorgung der Cronimet Holding. Auch wurden Unternehmen vor Ort übernommen wie im Fall der Contur in Polen, die in Cronileg Polen umbenannt wurde.
Die Expansion in die neuen Märkte wurde durch die Eröffnung einer Repräsentanz in Shanghai im Jahr 2005 weiter zur Priorität gemacht.  Ebenfalls übernahm die Cronimet Holding GmbH 2006 zwanzig Prozent der Anteile an TSR Recycling (2014 wieder verkauft). Mit dem Erwerb der Metalloy Metalle Legierungen GmbH in Norderstedt ergänzte die Cronimet ihr Portfolio um Spezial- und Superlegierungen. Der Gründer Pilarsky gründete 2006 mit seiner Lebensgefährtin die Jocelyn & Günter Pilarsky Stiftung in Karlsruhe, die einen sozialen Zweck hat.

### 2010er Jahre
Im Jahr 2010 umfasste die Gruppe bereits 50 Niederlassungen und Beteiligungen in Europa, Amerika, Asien und Afrika. Im selben Jahr wurden 60 Prozent der MSP Metall Service Pedack GmbH erworben und die Joint Ventures Cronimet Ostrava, s.r.o. und TSR Inowroclaw Spolka gegründet. Gleichzeitig wurde im März in China der erste Lagerbetrieb in Baoshan/Shanghai in Betrieb genommen, um den dortigen Bedarf zu bedienen. Ein Jahr später expandierte Cronimet weiterhin im asiatischen Raum mit der Gründung der Cronimet Singapore Ltd.
2013 erschloss die Cronimet mit dem Erwerb einer Minderheitsbeteiligung an der Destimet Green Services GmbH ein neues Geschäftsfeld. Die Destimet Green Services ist ein Unternehmen, das Industrieschlämme mit einer patentierten Technologie aufbereitet und wiederverwertet. Seit 2015 ist Cronimet alleiniger Eigentümer der Destimet und firmierte das Unternehmen 2017 in die Cronimet Envirotec GmbH um. Ein weiteres neues Geschäftsfeld wurde mit der Auditierung durch die Aircraft Fleet Recycling Association (AFRA) erschlossen, das Turbinen von Flugzeugen recycelt.
2018 expandierte Cronimet nach Südkorea, um historische Wolframhalden aufzubereiten. Mit der Gründung der Cronimet Australia Pty Ltd erschloss sich Cronimet einen neuen Kontinent und ist nun auf sechs Kontinenten vertreten.

### 2020er Jahre
Im Januar 2021 bestätigte Unternehmenschef Jürgen Pilarsky auf Anfrage der Tageszeitung Badische Neueste Nachrichten, dass Cronimet künftig Kobalt und Nickel aus Industrieabfällen liefern will, die für die Herstellung von Elektroauto-Batterien erforderlich sind. Zu diesem Zweck beteiligt sich die Firma mit 33,3 Prozent an der Pure Battery Technologies Germany AG (PBT), die ein patentiertes Verfahren entwickelt hat, diese Rohstoffe u. a. aus Edelstahlschrott zu recyceln.

## Unternehmen
Cronimet ist in vier Geschäftsbereiche unterteilt: Handel & Vertrieb, Recycling, Produktion und Services. Das Angebot reicht dabei von Produkten wie Reinmetallen und Ferrolegierungen bei den Primärrohstoffen über aufbereitete Edelstahl- und Metallschrotte bis hin zu Spezial- und Superlegierungen. Diese werden in Reinform oder in Spezialmischungen kombiniert angeboten. Nach eigenen Angaben garantiert Cronimet dabei seinen Kunden prozentgenaue Analysen sämtlicher Rohstoffe. Cronimet ist in allen Geschäftsbereichen sowohl als Zulieferer als auch als Abnehmer tätig.

### Unternehmensbereiche

#### Recycling
Cronimet lässt seine Mitarbeiter im Bereich Recycling auch in der Funktion von Beratern auftreten, um die exakte Klassifizierung und Kalkulation der angebotenen Wertstoffe festzustellen. Das Geschäftsmodell stützt sich dabei auf die weltweite Präsenz des Unternehmens, um auch bei Engpässen liefern zu können und in der Leistungsfähigkeit nicht zu sehr vom volatilen Rohstoffmarkt abhängig zu sein.

#### Handel und Vertrieb
Jährlich handelt das Unternehmen mit 1,2 Millionen Tonnen Wertstoffe. Dabei wirbt das Unternehmen mit einem besonderen Augenmerk auf taggenaue Anlieferung.
Cronimet besitzt Lieferverträge mit Stahlwerken und Legierungsproduzenten auf der ganzen Welt, wodurch es versucht die Versorgungssicherheit zu maximieren. Cronimet ist exklusiver Vertreiber von Ferro-Niob aus Brasilien sowie Ferro-Nickel aus Indonesien. Zu den Geschäftspartnern im Bereich Handel und Vertrieb zählen große Edelstahlproduzenten, aber auch kleine, spezialisierte Gießereien sowie die Vakuum-Schmelzindustrie. Abnehmer sind auch Kunden aus der chemischen Industrie, der Medizin- und Elektrotechnik.

#### Produktion
In den 1990er-Jahren wurde die Förderung von Primärrohstoffen zu einem weiteren Standbein für Cronimet, vor allem seit 2005, als das Unternehmen die Mehrheit am Sangesurer Kupfer- und Molybdänkombinat, einem der größten Kupfer- und Molybdänbergwerke in Armenien, erwarb. Inzwischen wurde die Erzförderung auf zwölf Millionen Tonnen pro Jahr gesteigert. Das Unternehmen wurde dadurch mit über 3000 Mitarbeitern einer der größten privaten Arbeitgeber Armeniens.

#### Services
Für die angebotenen Dienstleistungen wurde eine eigenständige Unternehmung in Form der Cronimet Services gegründet. Dieser Bereich berät Kunden im Recyclingverfahren oder Organisationsfragen. Cronimet übernimmt zum Beispiel bei Bedarf die vollständige Logistik seiner Kunden, indem es befristete Vorratshaltung (Lagerpufferfunktion), aber auch permanente externe Lagerung anbietet und die Planung und Abwicklung der Anlieferung von Rohstoffen übernimmt. Dadurch können Geschäftspartner auf flächen- und personalintensive Vorratshaltung verzichten.

### Geschäftsführung
Die Cronimet Holding GmbH ist ein familiengeführtes Unternehmen. Mitglieder der Geschäftsführung sind:
- Günter Pilarsky, Gründer der Cronimet, trägt zu strategischen Entscheidungen als Geschäftsführer der Cronimet Gruppe bei.
- Jürgen Pilarsky, Sohn von Günter Pilarsky, ist ebenfalls als Geschäftsführer der Cronimet Gruppe und seit 2012 als CEO der Cronimet Holding GmbH tätig. Seine Aufgaben umfassen das Produktportfolio und Supply-Chain-Prozesse sowie operative Verantwortlichkeiten.[17]
- Bernhard Kunsmann ist seit 2011 CFO der Cronimet Holding GmbH und verantwortet finanzielle und rechtliche Angelegenheiten.[18]
- Oliver Kleinhempel ist seit 2016 Teil der Geschäftsführung und leitet das Geschäft in Asien. Zusätzlich verantwortet er die Unternehmensentwicklung der Gruppe.[19]
- Annette Gartner wurde 2017 zur weiteren Geschäftsführerin der Cronimet Holding GmbH ernannt und ist verantwortlich für die Bereiche Human Resources, SAP, IT, Marketing und Digitalisierung.[20]
- Thomas Heil leitet die Cronimet Mining AG.

## Engagement
Cronimet fördert regionale Partnerschaften, wie z. B. mit den Rheinbrüdern Karlsruhe. Im Jahr 2006 gründete Günter Pilarsky die Pilarsky-Stiftung, welche soziale Projekte in Armenien und den Philippinen unterstützt. Hauptzweck der Stiftung ist die Förderung der Bildung, Forschung und Unterstützung der öffentlichen Gesundheit und Wohlfahrt. Weiterhin gründete das Unternehmen die Cronimet Charity Foundation Armenia. Diese gemeinnützige Körperschaft zielt darauf ab, das öffentliche Wohlergehen zu verbessern und fokussiert insbesondere Kinder und Jugendliche. Wichtige Ziele sind die Förderung von Forschung, Bildung, Entwicklung und Innovation.

## Kritik
Im Februar 2011 berichtete das ARD-Wirtschaftsmagazin Plusminus über menschenunwürdige Arbeitsbedingungen in einem Bergwerk im Kongo, von dem Cronimet Erze bezieht. Der Geschäftsführer von Cronimet Mining, Thomas Heil, wies gegenüber dem SWR die Vorwürfe mit dem Hinweis zurück, er gehe davon aus, dass die „Partner und Tochterunternehmen“ die zugesagten „ethischen Standards beim Einkauf“ beachteten.